# Peter Parros
Peter Parros (* 11. listopadu 1960 - Brooklyn, New York, USA) je herec. Je známý ze seriálu Knight Rider jako Reginald Cornelius III, RC3.

## Filmografie
- 2009 - 2010
  - As the World Turns (seriál)
- 2009
  - Castle na zabití (seriál)
  - Royal Pains (seriál)
  - Sherri (seriál)
- 2007
  - Weekend, The
- 2005
  - Sběratelé kostí (seriál)
  - Kriminálka Miami (seriál)
- 1996 - 2005
  - As the World Turns (seriál)
- 1994 - 1995
  - One Life to Live (seriál)
- 1994
  - New York Undercover (seriál)
- 1992
  - Hangin' with Mr. Cooper (seriál)
- 1991
  - Krok za krokem (seriál)
- 1990
  - Adam 12 (seriál)
  - Court-Martial of Jackie Robinson, The (TV film)
  - Family Man, The (seriál)
  - Právo a pořádek (seriál)
  - Show Jerryho Seinfelda (seriál)
- 1989
  - 1st & Ten (seriál)
  - Star Trek: Nová generace (seriál)
  - 227 (seriál)
- 1988
  - Ladykillers (TV film)
  - Charles in Charge (seriál)
- 1987
  - Raději zemřít
- 1985 - 1986
  - Knight Rider (seriál)
- 1985
  - Skutečný genius
  - Charles in Charge (seriál)
- 1984
  - Santa Barbara (seriál)
  - Facts of Life, The (seriál)
- 1973
  - Mladí a neklidní (seriál)